# Moixiganga de Reus
La Moixiganga de Reus va ser un tipus de ball que formava figures acrobàtiques que va actuar a Reus en el passat.
Les moixigangues, també s'anomenen de vegades ball de valencians i serien l'origen de la muixeranga i dels castells. Segons alguns estudis, els castells s'originarien bàsicament a l'àrea Tarragona-Reus-Valls, amb els anys perdrien els balls centrant-se a aconseguir torres cada vegada més elevades i deixant de participar en les processons. La manca de "valencians" va originar l'aparició de les Moixigangues Religioses.
El 1775 la trobem enumerada entre els elements de la festa pel trasllat de les relíquies de Bernat Calvó, tot i que no és clar que tingués característiques estretament vinculades a la religiositat
Pels volts del 2003 es van trobar unes partitures a Banyoles, propietat d'una orquestra, entre les quals hi havia la de la moixiganga reusenca. També es té referència d'uns dibuixos de tres figures de l'antiga moixiganga,

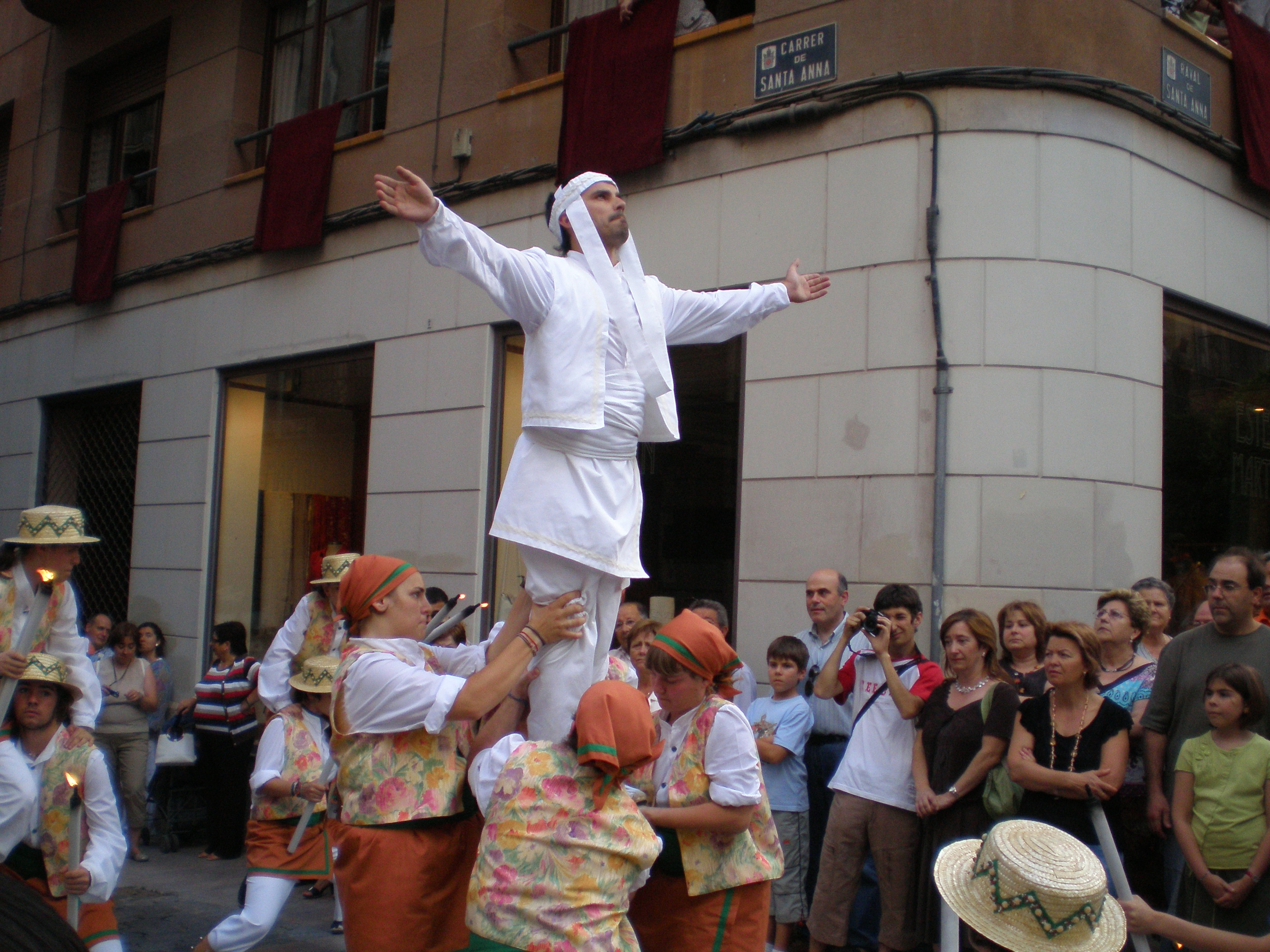
La Moixiganga de Reus de 2007

De vegades el nom de moixiganga s'aplica a diferents balls o comparses de gent disfressada, però la podem definir com una dansa de temàtica religiosa en la qual els balladors configuren, realitzant construccions humanes, escenes de la passió de Crist. En algunes poblacions, però, la moixiganga és una dansa complexa que integra figures diverses, procedents, potser, d'altres manifestacions festives. A Reus la trobem documentada a la segona meitat del segle XVIII: el 1775, en una festa dedicada a Bernat Calbó, bisbe de Vic; el 1792 a la processó de trasllat de la Mare de Déu de Misericòrdia al seu santuari; el 1793 a la festa del trasllat de la imatge de sant Domènec a una nova capella al costat del portal de Monterols. Al segle xix se cita junt amb altres balls, a la festa de la visita del rei Ferran VII a Reus, el 1814; o a les festes de la Jura d'Isabel II, el 1833. Formava part del conjunt de més d'una vintena de danses que integraven els seguicis reusencs a l'època. La moixiganga pertanyia al gremi de sastres. Altres poblacions del Baix Camp on s'havia ballat són Mont-roig del Camp, Riudoms o la Selva del Camp.
Entre el 2007 i el 2008 l'Esplai Fem-nos amics va treure al carrer una moixiganga de caràcter religiós. Representaven 7 misteris diferents de la setmana santa.
El dia 18 de juny de 2019, el Circ Social presentava la Nova Moixiganga de Reus, a la plaça de la Patacada. La Nova Moixiganga representa els mateixos quadres que la moixiganga de Lleida. Amb cèrcols i figures acrobàtiques. Els vestits que duen, son semblants als de la Dansa de Mossèn de Joan de Vic. La camisa té 1 pit de color vermell i l'altre taronja, que s'alterna amb el color de cada camal del pantaló i les mànigues de la camisa.